# 歪仔歪車站
歪仔歪車站是一座位於臺灣宜蘭縣羅東鎮的鐵路車站，屬行政院農業委員會林務局已廢止鐵路路線羅東森林鐵道。

## 站名由來
名稱由來是當前羅東鎮仁愛里的古地名：噶瑪蘭族的聚落「歪仔歪社」或「外阿外（Wayouway）社」

## 歷史
- 1920年：洽租臺南製糖會社所有天送埤至歪仔歪段通車[4]
- 1921年：土場至天送埤段19.36公里鐵路完工[5]
- 1924年1月27日：羅東街寄附線，歪仔歪至竹林段竹林至土場的鐵路通車，歪仔歪車站開業[4][6]。
- 1925年：太平山林場的索道開始運送木材[7]。
- 1926年5月18日：開始辦客[5]。
- 1945年：廢止[8]。